# Stenodynerus columbaris
Stenodynerus columbaris är en stekelart som först beskrevs av Henri Saussure 1852.  Stenodynerus columbaris ingår i släktet smalgetingar, och familjen Eumenidae. Inga underarter finns listade i Catalogue of Life.